# Полтава (жіночий баскетбольний клуб)
БК Полтава – жіночий баскетбольний клуб із міста Полтава. Заснований в 2016 році. Домашні ігри проводить у спортивному комплексі Полтавського національного педагогічного університету імені В.Г. Короленка. Кольори форми зелений або білий.
Свій перший сезон клуб провів у Вищій лізі чемпіонату України сезону 2016-2017. Головному тренеру Анатолію Павловичу Ніщіменку вдалося зібрати боєздатну команду. Поряд з молодими дівчатами, випускницями полтавського СДЮШОР-2, грали такі досвідчені та титуловані баскетболістки як Вікторія Пазюк (срібний призер І Європейських ігор 2015 (https://web.archive.org/web/20150512145118/http://www.baku2015.com/) з баскетболу 3Х3 у складі збірної України, грала під номером 15)
Ксенія Кириченко (срібний призер чемпіонату України  2012-2013 у складі БК Єлисавет-Баскет),
Лариса Ябурова (чемпіон України сезону 2011-2012  у складі Динамо Київ),
Ірина Никипорець (Чемпіон Вищої ліги 2013 у складі «Блискавки» Вінниця)
Вікторія Заболотня (ХАІ Харків). 
У першому своєму сезоні дівчата завоювали бронзові нагороди. Із 36 зіграних матчів полтавки виграли 27 і програли в 9 зустрічах. Переможцями стали БК Франківськ з Івано-Франківська,  друге місце посіла бердянська Чайка, яка розпочала сезон 2017-2018 у Суперлізі вітчизняного баскетболу.
Також команда взяла участь  у розіграші кубка України 2016-2017 де вже в 1/8 фіналу  потрапила на київське Динамо представника Суперліги (найвищий дивізіон чемпіонату України з баскетболу серед жінок). Полтавки поступилися динамівкам в Києві - 50:83, вдома – 57:80. 
Найрезультативнішими у складі полтавок у сезоні 2016-2017 були
| Прізище Ім’я       | в середньому за гру | в середньому за гру | в середньому за гру |
| Прізище Ім’я       | очки                | підбори             | передачі            |
| Вікторія Заболотня | 18,9                | 4,9                 | 2,2                 |
| Анна Приходько     | 4,2                 | 4,8                 | 1,7                 |
| Вікторія Пазюк     | 16,2                | 12,0                | 4,0                 |
| Ірина Никипорець   | 15,0                | 8,9                 | 2,5                 |
| Лариса Ябурова     | 21,8                | 11,7                | 1,9                 |
| Анна Шейнерт       | 6,1                 | 2,6                 | 0,3                 |
| Юлія Бегаль        | 3,5                 | 3,9                 | 0,9                 |
| Вікторія Кошляк    | 1,6                 | 1,7                 | 0,3                 |
| Ольга Волощук      | 5,2                 | 4,0                 | 1,3                 |

Склад  команди сезон 2016-2017
| ігровий номер | Прізвище Ім’я                | амплуа    | кількість матчів у сезоні 2016-2017 |
| 4             | Анна Шейнерт                 | захисник  | 24                                  |
| 5             | Тетяна Бреславець            | форвард   | 21                                  |
| 7             | Ольга Волощук                | центрова  | 26                                  |
| 8             | Марина Балкова               | форвард   | 4                                   |
| 9             | Вікторія Кошляк              | захисник  | 29                                  |
| 10            | Марія Місан                  | центрова  | 1                                   |
| 10            | Анна Майдан                  | форвард   | 9                                   |
| 11            | Анна Приходько               | захисник  | 31                                  |
| 12            | Вікторія Пазюк               | форвард   | 22                                  |
| 13            | Ірина Голодюк                | форвард   | 18                                  |
| 14            | Вікторія Колесник            | захисник  | 20                                  |
| 16            | Лариса Ябурова               | центровий | 15                                  |
| 17            | Вікторія Заболотня           | захисник  | 31                                  |
|               | Юлія Бегаль                  | форвард   | 8                                   |
|               | Вікторія Гамазова (Левченко) | центрова  | 2                                   |
|               | Інна Карпенко                | форвард   | 0                                   |
|               | Ксенія Кириченко             | форвард   | 8                                   |
|               | Ганна Курганська             | центрова  | 5                                   |
|               | Ірина Некипорець             | центрова  | 14                                  |
|               | Діана Руденко                | захисник  | 4                                   |

Якщо сезон 2016-2017 команда розпочинала в статусі «темної конячки» то в сезоні 2017-2018 БК Полтава є одним із претендентів на нагороди.
Склад команди зазнав суттєвих змін. Більшість досвідчених гравців залишило команду. Поповнили склад тріо виконавців із розформованого БК Полтава-Баскет - Надія Телешик (має досвід виступів за збірну України U 20, бердянську Чайку та Єлісавет-Баскет-2),
Тетяна Зозуля та юна Христина Ярич.
Склад  команди сезон 2017-2018
|  | Прізвище Ім’я     | амплуа    |  |
|  | Анна Шейнерт      | захисник  |  |
|  | Тетяна Бреславець | форвард   |  |
|  | Ольга Волощук     | центрова  |  |
|  | Вікторія Кошляк   | захисник  |  |
|  | Анна Майдан       | форвард   |  |
|  | Анна Приходько    | захисник  |  |
|  | Вікторія Пазюк    | форвард   |  |
|  | Ірина Голодюк     | форвард   |  |
|  | Вікторія Колесник | захисник  |  |
|  | Анна Блажко       | захисник  |  |
|  | Тетяна Зозуля     | центровий |  |
|  | Надія Телешик     | захисник  |  |
|  | Ірина Шевчук      | захисник  |  |
|  | Христина Ярич     | захисник  |  |

 Сторінка команди в соціальній мережі https://www.facebook.com/groups/1983335681906866/